# 豊後高田市立高田中学校
豊後高田市立高田中学校（ぶんごたかだしりつ たかだちゅうがっこう）は、大分県豊後高田市玉津にある公立中学校。

## 沿革
- 1947年4月5日 - 高田町立高田中学校として開校。
- 1950年
  - 4月 - 組合立高田中学校に校名変更。
  - 8月31日 - 三つに分散していた校舎を統合。
- 1953年 - 校歌制定。
- 1954年5月31日 - 市制施行に伴い豊後高田市立高田中学校に校名変更。
- 1958年 - 校旗制定。
- 1962年 - 体育館竣工。
- 1972年4月17日 - 学校給食開始。
- 1973年9月13日 - プールが竣工する。
- 1994年 - 丸刈り校則廃止。
- 1997年 - 校舎改築工事竣工。
- 1998年2月 - 体育館竣工